# Fundación Vicente Núñez
La Fundación Vicente Núñez, constituida en Aguilar de la Frontera el 15 de julio de 2005, fue ideada por el propio poeta, quien planeó la creación en Aguilar de un espacio donde organizar actividades literarias, orientándose tras su muerte hacia la promoción de la literatura y, en particular, de la obra del propio Núñez, además de prestar atención a la difusión del flamenco.
La presidencia recayó en Vicenta Márquez, mientras que su director inicial fue Antonio Luis Albás y de Langa, estudioso de la obra de Núñez y amigo personal del autor, que presentó su dimisión el 4 de septiembre de 2006, pasando la dirección al médico y escritor montillano Antonio Varo el 11 de octubre de 2006. Este dimitió de su cargo el 1 de agosto de 2007 por "discrepancias con una parte del patronato". La entidad tiene su sede en la Casa de los Juzgados, propiedad del Ayuntamiento de Aguilar, aunque la Fundación aspira a trasladarse, en un futuro, a una iglesia del siglo XVI.
Las actividades de la Fundación son, entre otras, la convocatoria de un premio de poesía infantil, la reedición de las obras de Núñez y su compilación en una poesía completa, así como la traducción a diversas lenguas de su poesía. De igual forma, colabora en la convocatoria del Premio de Poesía Vicente Núñez, convocado por la Diputación de Córdoba. En mayo de 2007 organizará un gran congreso, coordinado por el poeta Miguel Casado, y que abarcará la totalidad de la obra de Núñez; entre otros proyectos inmediatos se encuentran la publicación de un poemario inédito y del segundo número de la revista Carmina, así como la organización de una ruta por Aguilar centrada en los lugares relacionados con el poeta.